# Al límite (novela)
Al límite es una novela del autor estadounidense Thomas Pynchon, publicada por Penguin Press el 17 de septiembre de 2013. Se enmarca en el género de la novela de detectives y abordas temas como el atentado del 11 de septiembre de 2001 en la ciudad de Nueva York y la transformación del mundo tras la masificación del Internet.

## Resumen de la trama
La novela sigue a Maxine Tarnow, una ex examinadora certificada de fraudes, desde el comienzo de la primavera de 2001 hasta las semanas posteriores a los atentados del 11 de septiembre de dicho año.
Durante este tiempo, Maxine se entera de una serie de sucesos sospechosos relacionados con hashslingrz, una empresa de seguridad informática dirigida por Gabriel Ice, lo que despierta su curiosidad y la termina involucrando en una serie de pistas que podría conectar a varios actores financieros con los hechos ocurridos durante los ataques.
El libro termina con pocas resoluciones claras a gran escala, enfocándo su final principalmente en el desarrollo personal de Maxine y su familia.

## Recepción
Al Límite recibió principalmente críticas positivas durante su lanzamiento y fue elegida como finalista del Premio Nacional del Libro de Narrativa de Estados Unidos.